# Tommy Portimo
Tommy Portimo (nacido el 5 de septiembre de 1981 en Kemi, Finlandia) es el baterista y uno de los miembros fundadores de la banda finlandesa de power metal Sonata Arctica. Toca la batería Pearl (Reference Series), platillos  Paiste Rude y Alpha series y usa baquetas Balbex. Entre sus más grandes influencias musicales se encuentran Guns n' Roses, Motörhead, Running Wild, Dream Theater, Children of Bodom, Annihilator y Celtic Frost. Es definido como un baterista muy sólido en vivo, de bajo perfil distinguiéndose por el tiempo casi perfecto en el uso del doble bombo en temas extensos.

## Discografía

### Sonata Arctica
- Ecliptica (1999)
- Silence (2001)
- Winterheart's Guild (2003)
- Reckoning Night (2004)
- Unia (2007)
- The Days of Grays (2009)
- Stones Grow Her Name (2012)
- Pariah's Child (2014)
- The Ninth Hour (2016)
- Talviyö (2019)